# Fernanda Honorato
Fernanda dos Santos Honorato, bekannt unter ihrem Künstlernamen Fernanda Honorato, (* 13. Februar 1980 in Rio de Janeiro) ist eine brasilianische Journalistin und Schauspielerin. Sie ist die erste Fernsehreporterin mit Down-Syndrom in Brasilien.

## Leben und Karriere
Fernanda Honorato wuchs zunächst bis zu ihrem fünften Lebensjahr in ihrer Geburtsstadt Rio de Janeiro auf. Ihre Eltern Maria do Carmo Honorato und Ivan Honorato zogen mit ihr dann jedoch in die Kleinstadt Foz do Iguaçu. Mit 21 Jahren, im Jahr 2001, kehrte Honorato nach Rio zurück, wo sie bis heute lebt und arbeitet. Sie ist Mitglied der landesweiten Interessenvertretung des brasilianischen Dachverbands der Down-Syndrom-Vereinigungen.

### Fernsehen
Aufnahmen aus ihrem Alltag im Jahr 2006 für die Sendung Programa Especial bei TV Brasil führten dazu, dass sie zu Probeaufnahmen als Reporterin eingeladen wurde. Zu dieser Zeit war Fernanda die Rainha de bateria (Königin der Musikgruppe) der Sambagruppe des Projeto de Samba Mestre Robson für Menschen mit geistiger Behinderung. „An dem Tag wollte ich nicht einmal Samba tanzen. Ich schnappte mir das Mikrofon und begann, die Eltern einiger meiner Freunde zu interviewen. Ich war so gut, dass sie mich als Reporterin einstellten“, erinnerte sich Honorato in einem Interview mit Camila Denes. Die sich anschließenden Probeaufnahmen gelangen so gut, dass sie von TV Brasil später auch ausgestrahlt wurden. Seitdem ist sie durchgängig als Reporterin für die Sendung Programa Especial tätig und erreichte damit in Brasilien eine gewisse Prominenz. Für die Sendung interviewte sie zahlreiche bekannte brasilianische Persönlichkeiten, die Inklusionsprojekte unterstützen, darunter Maria Bethânia.
2007 zeichnete Fernanda Honorato ein Statement für die Daily Soap von TV Globo auf, Páginas da vida, das am Ende einer Folge gezeigt wurde. Die von 2006 bis 2007 laufende Serie behandelte das Leben eines Paares, das ein Kind mit Down-Syndrom bekommt. Im April 2009 war sie zu Gast in der Talkshow Programa do Jô von Jô Soares beim Sender Rede Globo, wo sie über ihre Arbeit als Reporterin und ihr Engagement für mehr Inklusion von Menschen mit Behinderungen sprach. Im März 2012 wurde sie eingeladen, als Reporterin von der Zeremonie zum Internationalen Down-Syndrom-Tag der Vereinten Nationen in New York zu berichten.

### Bühnen- und Filmrollen
Im Jahr 2016 spielte Honorato eine der Hauptrollen in Musical da Alegria, das im Centro Cultural João Nogueira aufgeführt wurde. Darin geht es um ein Paar, das sich beim Karneval kennenlernt, sich verliebt und eine Tochter mit Down-Syndrom bekommt. Das Stück schrieb Renata Mizrahi, die Regie führte Luís Igreja und die musikalische Produktion übernahm Alfredo Del-Penho. Fernanda Honorato wirkte auch in dem musikalischen Theaterspektakel Let’s Do It Ourselves des niederländischen Theaterkollektivs Wunderbaum mit, das 2019 im Rahmen des 27. Theaterfestivals in Curitiba aufgeführt wurde.
Sie war darüber hinaus 2012 Hauptdarstellerin im Film Entre Amores von Bruno Saglia. Sie spielte darin die Rolle von Andrea, die gemeinsam mit ihrem Partner, der genau wie sie das Down-Syndrom hat, einen Straßenjungen bei sich aufnimmt. 2017 wirkte sie als Nebendarstellerin am Film Chromossomo 21 des brasilianischen Filmemachers Alex Duarte mit und nachfolgend als eine der Protagonistinnen in der Webserie Geração 21, die 2017 ebenfalls von Duarte umgesetzt wurde. Darin werden zwölf junge Menschen mit Down-Syndrom in ihrem Alltag begleitet. Honorato wird in Folge 12 der Serie porträtiert.
Sie nahm weiterhin an der ebenfalls von Duarte entwickelten Reality Show namens Expedição 21 teil, die 2022 zunächst im Internet gezeigt wurde. In diesem Sozialexperiment wurden 21 Teilnehmerinnen und Teilnehmer mit Down-Syndrom, in einem Haus allein auf sich gestellt, also ohne Eltern oder anderweitige Betreuung, vier Tage lang mit der Kamera begleitet. Ziel des Experiments sollte eine Stärkung des Selbstbewusstseins durch Förderung der Autonomie der einzelnen Teilnehmenden sein.

## Sport
Im Alter von dreieinhalb Jahren begann Honorato mit dem Schwimmen. Später trainierte sie mit der Sociedade de Síndrome de Down und nahm an nationalen und internationalen Schwimm-Wettkämpfen teil, auch im Rahmen von Wettbewerben der Organisation Special Olympics Brasilien. Darüber hinaus fungierte sie als Botschafterin für Special Olympics Brasilien. 2016 war Honorato Fackelträgerin der Olympischen Spiele in Rio de Janeiro und Sonderberichterstatterin für die Olympischen und Paralympischen Spiele des Jahres.
Daneben ist sie als Tänzerin in Sambagruppen aktiv und nimmt jährlich an Karnevalsparaden teil. Sie nahm die Position der Musa da Portela ein und wurde mit der Medaille der Rainha da Bateria da Embaixadores da Alegria ausgezeichnet, die ihr Prinz Harry überreichte.

## Preise und Auszeichnungen
- 2009: Prêmio Sentido in der Kategorie Artes/Talentos
- 2017: Militärische Sportverdienstmedaille (Medalha do Mérito Desportivo Militar)
- Pedro-Ernesto-Verdienstmedaillen-Set der Stadt Rio de Janeiro (Conjunto de Medalhas de Merito Pedro Ernesto)
- 2017: 22. Claudia Award in der Kategorie Sozialarbeit (Prêmio Claudia Categoria Trabalho Social)[15]

## Filmografie
- 2012: Entre Amores, Regie: Bruno Saglia
- 2017: Cromossomo 21, Regie: Alex Duarte
- 2017: Geração 21, Regie: Alex Duarte (Webserie)
- 2022: Expedição 21, Regie: Alex Duarte (Dokumentarserie)